# Santiago de la Puebla
Santiago de la Puebla é um município da Espanha na província de Salamanca, comunidade autónoma de Castela e Leão, de área 53,33 km² com população de 445 habitantes (2007) e densidade populacional de 9,14 hab/km².

## Demografia
| Variação demográfica do município entre 1991 e 2004 | Variação demográfica do município entre 1991 e 2004 | Variação demográfica do município entre 1991 e 2004 | Variação demográfica do município entre 1991 e 2004 |
| --------------------------------------------------- | --------------------------------------------------- | --------------------------------------------------- | --------------------------------------------------- |
| 1991                                                | 1996                                                | 2001                                                | 2004                                                |
| 685                                                 | 609                                                 | 515                                                 | 482                                                 |